# Трубный (Астраханская область)
Трубный — посёлок в Володарском районе Астраханской области, входит в состав сельского поселения Актюбинский сельсовет. Население — 715 человек (2010).

## История
В 1969 г. Указом президиума ВС РСФСР посёлок Володарской РТС переименован в Трубный.

## География
Село находится в юго-восточной части Астраханской области, в дельте реки Волги, в излучине реки Корневая. Примыкает к райцентру Володарский.
Абсолютная высота 20 метров ниже уровня моря.
Климат
умеренный, резко континентальный, характеризуется высокими температурами летом и низкими — зимой, малым количеством осадков, а также большими годовыми и летними суточными амплитудами температуры воздуха.

## Население
| 2002 | 2010 |
| ---- | ---- |
| 796  | ↘715 |

Национальный и гендерный состав
По данным Всероссийской переписи, в 2010 году численность населения села составляла 715 человек (341 мужчина и 374 женщины, 47,7 и 52,3 %% соответственно).
Согласно результатам переписи 2002 года, в национальной структуре населения казахи составляли 69 % из общего числа в 795 жителей.
| Национальность | Численность (2010) | Процент |
| -------------- | ------------------ | ------- |
| Казахи         | 501                | 70,3%   |
| Русские        | 184                | 25,8%   |
| Татары         | 25                 | 3,5%    |
| Кумыки         | 3                  | 0,4%    |
| Всего          | 713                | 100%    |

## Инфраструктура
Главные инфраструктурные объекты находятся в райцентре Володарский.

## Транспорт
Подъездная дорога к автодороге регионального уровня 12 ОП РЗ 12Н 031 Володарский — Цветное.